# Jednostavna mašina
Jednostavna mašina je istorijski naziv za razne alate ili naprave koje povećavaju odnos uložene i dobijene sile. Jednostavne mašine su omogućile čoveku da obavi radove koji su zahtevali snagu koja je bila veća od njegove, to jest omogućili su iskorištavanje snage vetra, snage vode, i snage gorivih materija. Bez njih bio je nezamisliv napredak, a čovek bi još uvek bio na primitivnom stepenu razvoja. Jednostavne mašine su: poluga, točak i osovina , koturača i čekrk, kosa ravan, klin i vijak.

## Točak i osovina
Točak je mehanička naprava okretanjem koje se omogućava izvršavanje nekog rada (pokretanje nekog tela) uz primenu manje sile. Tako je na primer sila trenja (otpora kretanja) vozila pri kotrljanju (vozila s točkovima) znatno manja od sile trenja vozila koje kliza po podlozi; par ili niz točkova različitog prečnika, u međusobnom dodiru (zupčanici) ili posredno, preko remena (remenice) ili užeta (koloture), omogućuje prenos sile u najpovoljnijem iznosu; primenjen kao zamajac, točak svojom tromošću ujednačuje nejednolike pogonske sile, čime je rad mašina (na primer parne lokomotive) ili uređaja (na primer koturača) mirniji, a ekonomičnost sistema povećana. Naziva se još i kolo, a osim s prevoznim sredstvima (kolima), razvoj točka povezan je i s iskorištenjem vodene energije (vodeničko kolo), te za obavljanje različitih poslova (na primer lončarsko kolo). Svrstava se među takozvane jednostavne mašine, na načelima na kojima počiva rad svih današnjih mašina pa je time i jedan od najznačajnijih tehničkih izuma čovečanstva.
Razvoj točka bio je spor, ali stalan na gotovo celoj planeti. Njegov je preteča trupac, pomoću koga se podmetanjem i kotrljanjem ispod teških tereta olakšava njihovo pokretanje. Pojava točka vezana je uz kola kao prevozno sredstvo. Najstariji prikazi točka pronađeni su među ostacima srednjeazijskih kultura (Ur, oko 2700. pne.), punog su oblika i slični onima iz mlađega kamenog doba, nađenim u tresetištima severne i zapadne Evrope. Ljubljanski drveni točak je najstariji sačuvani drveni točak s osovinom na svetu, starost mu iznosi oko 5.150 godina. Oko 1700. pne. taj se izum proširio do Kine i Egipta, a prvi točak sa paocima pojavljuje se na prikazima borbenih kola starih Rimljana (oko 300. pne). Značajan korak u razvoju točka bilo je uvođenje ojačanja venca metalnim prstenom (bronza, čelik), koji je povećao čvrstoću točka i njegov otpor na habanje. Pre evropskih istraživanja na pacifičkim ostrvima točak nije bio poznat; pretkolumbijske kulture Amerike poznavale su princip točka, ali nisu nikada razvile njegovu primenu. Za prenos kretanja i sile u različitim napravama (vitlo, kolotur), točak se koristi još od antike.

### Kola
Kola su prevozno sredstvo sa točkovima koji se pokreću pomoću životinjske vuče. Naziv kola upotrebljava se i za prevozna sredstva na mehaničku i električnu vuču (za motorna vozila, železnički vagon, tramvaj), a u vojnoj terminologiji naziv borna kola istoznačnica je za oklopna bojna (ratna) vozila (tenkove, samohodne topove, oklopne automobile). Kola na životinjsku vuču imaju najčešće 4 točka na 2 osovine; prednja osovina, s kojom je povezana ruda, pokretna je, čime je omogućeno upravljanje kolima na zavojima. Ređa su kola s 2 točka (antička bojna i trkačka kola, moderna sportska trkačka kola). Kola za prevoz ljudi imaju redovno opruge koje ublažavaju trešenje pri vožnji. Točkovi su najčešće drveni, okovani željeznim obručem (naplatom, gobeljom), sa zrakastim (radijalnim) paocima. U tom obliku pojavili su se već u antičko doba, iako su najstariji bili od punog drveta, pločasti, poput diska. Takvi puni točkovi su u upotrebi i danas u mnogim, uglavnom nerazvijenim zemljama, najčešće na poljoprivrednim imanjima.

### Vodeničko kolo
Vodeničko kolo je najstariji uređaj za pretvaranje energije vode (hidroenergija) u mehaničku energiju. Pogonska sila vodeničkog kola nastaje ili zbog težine vode ili zbog prepritiska zastoja vode, a ne kao rezultat promene količine kretanja, te se vodenička kola ne smatraju vodenim turbinama. Vodeničko kolo se sastoji od okruglog drvenog ili metalnog okvira, na čijem okviru se nalazi veliki broj lopatica, koje služe za pogon. Osovina je uglavnom vodoravno ugrađena. Prenos snage može biti direktno preko osovine, preko zupčastog prenosnika ili preko remena i remenice na osovini. Već hiljadama godina voda u pokretu okreće vodenička kola u mlinovima. To se okretanje prenosi na žrvanj, u kojem se zrna kukuruza ili pšenice drobe u brašno. Godine 1086. napisana je „Knjiga strašnog suda” u Engleskoj. U toj knjizi, napisanoj po zahtevu Vilijama I Osvajača, bila su popisana vlasništva nad zemljištima i nekretninama u svrhu ubiranja poreza. Prema toj knjizi na jugu Engleske postojalo je 5.624 vodenica. Oko 400 ljudi koristilo se jednom vodenicom. 
Voda može teći preko drvenog točaka, ispod točka ili u telo točka. Ako voda teče preko drvenog točka, tada do izražaja dolazi potencijalna energija vode. Drugim rečima, iskorištava se mogućnost (potencijal) da voda teče s veće visine naniže. Ako voda teče ispod točka, tada voda na kolo prenosi svoju kinetičku energiju.

### Vitlo
Vitlo je uređaj kojim se uže ili lanac namotava na vodoravni ili okomiti bubanj, pogonski kotur ili lančano kolo i pritom nešto povlači, diže, napinje ili drugo. Vitla dolaze u najrazličitijim konstrukcijama i imaju široku primenu. Ona su sastavni deo svih dizalica, žičara, dizala (liftova) i sličnih uređaja. Poseban skup čine brodska teretna, sidrena, pritezna i vučna vitla, najčešće smeštena na pramcu i krmi broda. Pogon može biti ručni, ili motorni (električni, hidraulički, motor s unutrašnjim sagorevanjem), s jednostrukim ili dvostrukim prenosom preko ravnih i stožastih zupčanika ili pužnoga kola. Ručnim vitlima ostvaruju se zatezne sile do 50  (na primer okomito dizanje tereta od 5 tona), a motornima i višestruko veće. Osim pogonske mašine, prenosnih zupčanika i bubnja s užetom, sastavni su delovi vitala kočnice, spojke i sigurnosni uređaji protiv pada tereta i prekoračenja dopuštene visine dizanja. Jednostavno priručno vitlo sastoji se od dve koturače različitih poluprečnika, međusobno čvrsto spojenih zajedničkom osovinom. Veća koturača, oko koje je namotano uže za potezanje, naziva se kolo, a manja, produžena u obliku valjka na koji se namotava uže s teretom, naziva se vreteno. Sila potezanja srazmerno je manja u odnosu na silu u teretnom užetu prema odnosu poluprečnika vretena i kola. Vitlom se ponekad naziva naprava za namatanje kakve uzice ili niti pređe (takođe motovilo).

## Poluga
Poluga je čvrsto telo, najčešće u obliku ravnog ili zakrivljenog štapa, koje se pod uticajem sila može zakretati oko jedne ose. Sile koje deluju na polugu u ravni okomitoj na osu mogućeg zakretanja, pomnožene s udaljenostima njihovog pravca delovanja od ose (krak sile), daju momente sile, koji su to veći što je i udaljenost veća. Poluga je u ravnoteži kada je algebarski zbir svih momenata koji deluju na polugu jednak nuli (zakon poluge). Delovanjem male sile na velikom kraku mogu se ostvariti na malom kraku velike sile i obrnuto. Time se srazmerno malim silama mogu svladati velika opterećenja, a na tom principu deluju različiti alati (makaze, klješta), naprave (polužna vaga, kantar, pedala ili papučica, stezna poluga) ili složeniji mehanizmi, kod osetljivih sprava, na primer kod pincete (ponekad se naziva i poluga trećeg reda), može se od veće sile postići manja. Poluga može biti dvokraka (poluga prvoga reda), kod koje sile deluju na suprotnim stranama od ose zakretanja, ili jednokraka (poluga drugoga reda), gde su sve sile s jedne strane u odnosu na osu. Postavljanje zakona poluge pripisuje se grčkom matematičaru i izumitelju Arhimedu.

### Polužna vaga
Polužna vaga, obična vaga ili vaga jednakih krakova u stvari je poluga jednakih krakova. Na krajevima krakova nalaze se posude za teret i uteg. Prema tome, za polužnu vagu vredi isti uslov ravnoteže kao i za običnu polugu. Uslov za ravnotežu na poluzi je da algebarski zbir momenata sile bude jednak nuli. Taj uslov ravnoteže vredi bez obzira da li na poluzi deluju dve sile ili više njih.
{\displaystyle M_{1}=F_{1}\cdot D_{1}=F_{2}\cdot D_{2}=M_{2}\!}
Ako na takvo kruto telo na udaljenostima 1 i 2 (krakovi vage) deluju težine 1 i 2, ono će biti u ravnoteži kada je  (zakon poluge). Kako je težina F = mg, gde je m masa, a g ubrzanje (akceleracija) sile teže, sledi: 
{\displaystyle m_{1}\cdot D_{1}=m_{2}\cdot D_{2}}
te se tako vaganjem, to jest uspoređivanjem s normiranim utezima, može odrediti masa predmeta koji se mere.

### Vage nejednakih krakova
Ako su krakovi jednaki, mase se upoređuju direktno, inače vredi:
{\displaystyle m_{2}=m_{1}\cdot {\frac {D_{1}}{D_{2}}}\ }
Vaga u kojoj je odnos krakova  = 1/10 naziva se decimalnom vagom, a ako je  = 1/100 centezemalnom vagom. Takve vage upoređuju masu tereta s deset puta, odnosno sto puta manjom masom utega i služe za merenje većih tereta (od nekoliko desetina kilograma do nekoliko tona kod mosne ili kolne vage). 

### Hidraulična presa
Hidraulična presa ili hidraulička presa je uređaj pomoću koga se mogu proizvesti vrlo velike sile pritiska, dizanja, probijanja, oblikovanja i slično. Sastoji se od dva međusobno spojena cilindara, ispunjena tečnošću. Hidraulična presa deluje na principu jednakog širenja pritiska na sve strane u tečnostima (Paskalov zakon). Pritisak u malom cilindru nastaje zbog kretanja malog klipa, koji se pomiče ručno preko poluge ili elektromotorom. Pritisak proizveden u malom cilindru prenosi se u veliki cilindar, gde deluje na veliki klip. Pritisci su u oba cilindra jednaki, ali zbog različitih prečnika klipova sile su na klipovima i brzine pomicanja klipova različite. Sila koja podiže veliki klip onoliko je puta veća od sile kojom mali klip pritiskuje tečnost koliko je površina preseka velikog klipa veća od površine preseka malog klipa. Brzine pomicanja klipova obrnuto su proporcionalne površinama klipova, to jest hod velikog klipa onoliko je puta manji od hoda maloga klipa koliki je odnos površine preseka klipova. Deo je hidraulične preše i spremnik tečnosti, iz koga pumpa (mali cilindar), preko nepovratnoga ventila sise tečnost za dizanje velikoga klipa, u koji se tečnost vraća posebnim vodom kada se klip spušta. Kao radna tečnost danas se najčešće upotrebljava ulje ili emulzija ulja s vodom (hidraulički fluid). Male prenosne hidraulične prese služe kao dizalice za automobile, ali se izrađuju i za sile dizanja veće od 1.000.000 . Stabilne hidraulične prese služe kao dizalice (na primer u autoservisima) i kao prese u mnogim granama industrije. Hidraulične prese imaju svestranu primenu, ali im je nedostatak mala radna brzina.

## Koturača i čekrk
Koturača je točak koji služi za prenos kretanja ili delovanja sile uz pomoć užeta (remena, lanca) prebačenog preko njegovog užlebljenog oboda. Čvrsta koturača ima nepomičnu osovinu i služi za promenu smera delovanja sile. Pomična koturača ima pomičnu osovinu; njome se može držati teret u ravnoteži s upola manjom silom, jer se delovanje tereta raspodeljuje na dva užeta. Čekrk je obično sistem koturača različitih konstrukcija, a služi za dizanje velikog tereta malom silom (natezanjem užeta) uz produživanje puta. Potencijalni čekrk sastoji se od jedne čvrste i nekoliko pomičnih koturača; svaka pomična koturača umanjuje upola silu potrebnu za uravnoteženje težine tereta. Naziv potencijalni potiče od toga što sila neophodna za ravnotežu opada s potencijom broja 2. Arhimedov čekrk je sistem od nekoliko koturača različitih veličina, od kojih je polovina nepomična i povezana, dok su preostale takođe međusobno povezane, ali se zajedno pomiču. Diferencijalni čekrk sastoji se od tri koturače s užetom bez kraja. Dve koturače različitih poluprečnika nalaze se na istoj osovini, dok je na trećoj, pomičnoj koturači obešen teret.

## Kosa ravan
Kosa ravan je ravan nagnuta pod oštrim uglom prema horizontalnoj ravni. Omogućava podizanje tereta na neku visinu dužim putem, ali manjom silom od one koja bi bila potrebna za podizanje po vertikali. Takođe, se koristi za proučavanje uniformno ubrzanog kretanja tela sa ubrzanjem koje je manje od ubrzanja Zemljine sile teže:
{\displaystyle a=g\cdot \sin \alpha }
gde je: a - ubrzanje na kosini, g - ubrzanje sile teže, a α - nagib kosine. 
Budući da težina tela uvek deluje vertikalno prema dole, a da se telo na kosini ne može kretati u tom smeru, težina se rastavlja na dve komponente: komponentu normalnu na kosinu i paralelnu s njom. Normalna komponenta pritiske podlogu (podloga uzvraća silom suprotnog smera), a paralelna komponenta ubrzava telo niz kosinu i vrši rad ako je u tome ne ometaju druge sile (na primer sila trenja). Uslov je mirovanja tela na kosini da je sila trenja jednaka paralelnoj komponenti težine tela: 
{\displaystyle F_{tr}=G\cdot \sin \alpha }
gde je: α - nagib kosine, a G - težina tela.

## Klin
Klin je zaoštreno ili zašiljeno telo u obliku trokutaste prizme, najčešće od čelika. Služi za uvećavanje primenjene sile i promenu smera njenog delovanja. Telo u koje se klin zaseca pritiska se normalno na njegove stranice. Sila Q može se svladati manjom silom P iznosa:
{\displaystyle P=Q\cdot {tg}\alpha }
ako je ugao između glavne dve površine α < 45°. Upotrebljava se najčešće za cepanje, rezanje i podizanje.

## Vijak
Vijak je mašinski deo za rastavljivo spajanje delova ili za pretvaranje rotacionog kretanja u translaciono. Valjkastog je oblika, a duž cele spoljašnje strane ili njenog dela oblikovan je narezanim ili utisnutim navojem, to jest spiralnim užljebljenjem, koje deluje poput vešto izvedene kosine. Navoj se u obliku helikoidne linije ili uske ploče ravnomernim nagibom ovija oko cilindričnog ili, ređe, blago kupastog tela i uspinje u smeru kazaljke na satu (desni navoj) ili obrnuto (levi navoj). Prema nameni, navoji imaju različite oblike poprečnog preseka (trouglasti, trapezni, pilasti i tako dalje), mogu biti jednovodni ili viševodni (dvovodni, trovodni), metarski ili colni (na primer cevni Vitvortov navoj). Karakteristične veličine navoja jesu ugao profila, teorijska i nosiva dubina, korak i drugo. Većinom su standardizirani, premda se iz različitih razloga izvode i izvan standarda. Pored tela s navojem vijak je obično opremljen glavom različitog oblika. Glava vijka najčešće je šestostrana prizma, ali može biti i četverougaona, poluokrugla, valjkasta s ravnim ili upuštenim krstom, šestouglom (takozvani imbus-vijak) ili zvezdom, potom lećasta, krilna, narovašena, očna ili konična (utor na glavi vijka).
Vijčani spojevi izvode se vijkom i maticom (glavi slično prizmatično telo s navojem unutar središnjeg provrta), ili je vijak uvrnut u provrt s navojem jednog od tela koje se spaja. Radi boljeg naleganja ili radi sprečavanja samoodvrtanja, vijčanom se spoju ispod glave vijka ili ispod matice stavljaju obični i elastični podlošci. Često se upotrebljavaju i dve matice zajedno, od kojih druga, bliža kraju (takozvana protivmatica), služi kao osigurač. Dosedni vijci uz stezanje delova osiguravaju i njihov tačan položaj. Struk je na dosednoj površini gladak i brušen, a rupe razvrtane. Vijci za podešavanje imaju na kraju struka poseban izdanak, a služe za postavljanje delova u određen međusobni položaj. Usadni vijci uvrću se u jedan deo mašine, a nemaju glavu; obično se upotrebljavaju za spojeve kućišta, poklopaca i slično. Temeljni ili kotveni vijci povezuju glavne delove s postoljem ili temeljem, a izvedeni su ili kao vijci s glavom ili im je glava konično prizmatična, rasečena i povinuta, raskovana ili spljoštena ili ima neki drugi, često nepravilan oblik koji osigurava dobro držanje kada se zalije u beton temelja. Posebnog su oblika vijci za drvo, kojima je telo blago konično i završava se kao šiljak. Oni se ubrajaju u samonarezne vijke, jer sami sebi narezuju navojnu rupu, odnosno nije im potrebna matica. Imaju širok navoj većeg uspona i upuštenu ili poluokruglu glavu s utorom. Na sličnom načelu deluju i vijci za lim te vijci za plastiku, koji često imaju završetak tela poput nareznog svrdla.
Osim vijka kao elementa za spajanje, tako se nazivaju i druga tela s više ili manje helikoidnim oblikom, na primer brodski vijak ili vijčani propeler, vijak za pretvaranje rotacijskog kretanja u translacijsko (vreteno) ili Arhimedov vijak.

### Arhimedov vijak
Arhimedov vijak je naprava koja se često tokom istorije upotrebljavala za premeštanje vode u kanale za natapanje. To je jedan od izuma koji se pripisuje grčkom misliocu Arhimedu iz 3. veka pne, iako postoji i druga teorija po kojoj su za ovaj izum zaslužni stanovnici Vavilona pre Arhimeda, a postoji i pretpostavka da su se čuveni vrtovi Vavilona natapali uz pomoć ovog tipa sisaljke. Osim toga, Arhimedov vijak je jedna od prvih poznatih sisaljki koje se spominju. Mašina je jednostavne konstrukcije, sastoji se od vijka smeštenog unutar cevi. Vijak se okreće pokretan vetrenjačom ili snagom čoveka ili stoke. Okretanjem vijka, tečnost se kreće po obodu vijka prema gore, sve dok ne dođe do vrha, gde se izliva iz cevi prema krajnjem odredištu. Poželjno je da između vijka i cevi bude što manji razmak, kako bi se smanjila propuštanja iz višeg u niži nivo. Gubici će takođe biti manji ako je veća brzina okretanja vijka.
Konstrukcija Arhimedovog vijka može biti ostvarena na dva načina, kod prvog se vijak okreće unutar cevi koja je statična, a kod drugog se vijak i cilindar okreću zajedno, te ne postoji relativno kretanje između vijka i cevi. Istorijski izvori govore o upotrebi drugog sistema u starom veku u Grčkoj i Rimu, a postoje i naznake da se upotrebljavao u Vavilonu za vreme Nabukodonosora drugog. Tu se upotrebljavao ljudski rad pri okretanju kućišta u kojem je bio kruto spojeni vijak.
Danas se Arhimedov vijak upotrebljava za navodnjavanje, ali i za isušivanje. Česta je upotreba i u kanalizacijskim sistemima jer je vijak skoro neosetljiv na krute nečistoće i menjanje količina koje prebacuje. Takođe, Arhimedov vijak je česta pojava u pokretnim trakama, u ribogojilištima, transportu žitarica i drugom.

### Navojno vreteno
Navojno vreteno (u mašinstvu često se naziva samo vreteno) je mašinski deo u obliku izduženog vijka, koji zajedno s pridruženim delovima pretvara vrtnju (rotaciono kretanje) u pravolinijsko kretanje (translacija). Pri radu vreteno se vrti, a pripadno se telo s unutarnjim navojem (na primer podrška glodalice ili pritisna ploča prese) pomiče duž vretena (pravolinijski translira). Ponegde telo s unutarnjim navojem miruje, a vreteno izvodi translaciju i rotaciju istodobno. Vretena se najčešće izvode s trapeznim, pilastim ili pravougaonim profilom navoja, koji imaju veće uspone, jače su opteretivi, pa prenose i veće aksijalne sile.

### Presa
Presa (nem. Presse, srednjevekovni lat. pressa, prema klasičnoj latinskoj reči pressus: stisnut) je mašina za sužavanje, štampanje, probijanje, sečenje, kovanje i druge vrste operacija kod kojih se primenjuje velika sila na srazmerno malom putu. Namenjena je ponajpre pritisnom opterećivanju obratka ili njegovoj deformaciji pravolinijskim kretanjem malja ili drugog alata prema radnom stolu. Jednostavna drvena presa s navojnim vretenom od davnina je služila za ceđenje grožđa, uljarica i slično, a prve štamparske mašine takođe su bile jednostavne prese kojima se drvena ploča sa slovima pritiskala na papir. Za potrebe zanata i industrije razvijen je niz presa različitih po konstrukciji, nameni i pritisku. Prema konstrukciji razlikuju se vretenasta, mehanička i hidraulična presa.